# Panzerbrigade 3
Die Panzerbrigade 3 „Weser-Leine“ war eine Panzerbrigade des Heeres der Bundeswehr. Standort des Stabes war die Clausewitz-Kaserne in Nienburg/Weser. Die Truppenteile der Brigade waren im östlichen Niedersachsen stationiert.

## Geschichte

### Vorgeschichte als Kampfgruppe in der Heeresstruktur 1
Zur Einnahme der Heeresstruktur 1 wurde zum 10. Juli 1957 die Kampfgruppe C 1 mit Standort des Stabes in Nienburg/Weser neu aufgestellt. Die Kampfgruppe C 1 unterstand der 1. Grenadierdivision. Zunächst unterstanden das Grenadierbataillon 51 und das Panzerjägerbataillon 1. 1958 wurde das Panzerbataillon 33 neu aufgestellt. Die Kampfgruppe C 1 gliederte sich entsprechend im Februar 1958 grob in folgende Truppenteile:
- Kampfgruppenstab Kampfgruppe C 1, Nienburg/Weser
  -  Panzerpionierkompanie 30, Minden
  -  Panzerjägerbataillon 1, Nienburg/Weser
  -  Panzerbataillon 33, Munster
  -  Versorgungsbataillon 36, Loccum
  -  Grenadierbataillon 51, Nienburg/Weser

### Heeresstruktur 2
Zur Einnahme der Heeresstruktur 2 wurde zum 16. März 1959 die Kampfgruppe C 1 in die Panzerbrigade 3 umgegliedert. 1959 wurde das Grenadierbataillon 51 in Panzergrenadierbataillon (SPz) 32 und das 1957 als Panzerjägerbataillon 1 in Langendamm (ab 1996: Celle) mit der neuen Bezeichnung Panzerbataillon 34 (später: Panzerlehrbataillon 334 „Celle“) der Brigade unterstellt. 1961 wurde die Panzer-Fla-Batterie 30 aufgestellt und die Panzerpionierkompanie 30 verlegte nach Nienburg. Bis 1963 wurden das Panzerartilleriebataillon 35 in Dedelstorf, das Feldersatzbataillon (Geräteeinheit) 37 in Gaste und das Ausbildungsbataillon 103 in Loccum neu aufgestellt. 1964 verlegten die Brigadeeinheiten Versorgungsbataillon 36 nach Langendamm und das Feldersatzbataillon 37 nach Loccum. 1965 wurde die ABC-Abwehrkompanie 30 in Luttmersen aufgestellt. Das Panzerbataillon 33 verlegte ebenfalls 1965 nach Luttmersen. Die 1967 in Luttmersen aufgestellte Panzerjägerkompanie 30 verlegte 1968 nach Scheuen, wohin 1969 auch das Panzerbataillon 34 verlegte.

### Heeresstruktur 3
1971 wurde das Ausbildungsbataillon 103 aufgelöst und die Panzerpionierkompanie 30 verlegte von Langendamm nach Dedelstorf. 1972 wurde der Panzerspähzug 30 aufgestellt, jedoch bereits 1979 in die Stabskompanie eingegliedert. 1976 wechselte das Panzerbataillon 34 und das Panzerartilleriebataillon 35 zur Panzerbrigade 33 in Celle. Im Gegenzug erhielt die Panzerbrigade 3 das Panzerbataillon 334 und das Panzerartilleriebataillon 335.

### Heeresstruktur 4
1981 wurde das Panzerbataillon 334 in Panzerbataillon 34 umbenannt. Das Panzerartilleriebataillon 335 wurde 1981 zum Panzerartilleriebataillon 35. Die Panzerjägerkompanie 30 wurde 1981 zur Panzerjägerkompanie 330. Ebenfalls 1981 wurde die Panzerpionierkompanie 30 in Panzerpionierkompanie 330 umbenannt. 1981 wurde das Panzerbataillon 31 neu aufgestellt. 1982 erhielt der Panzerspähzug 30 seine Eigenständigkeit zurück. Die Panzerpionierkompanie 30 verlegte 1983 nach Nienburg.
Die Brigade umfasste im Herbst 1989 in der Friedensgliederung etwa 2900 Soldaten. Die geplante Aufwuchsstärke im Verteidigungsfall betrug rund 3300 Soldaten. Zum Aufwuchs war die Einberufung von Reservisten und die Mobilmachung von nicht aktiven Truppenteilen vorgesehen. Zum Ende der Heeresstruktur 4 im Herbst 1989 war die Brigade weiter Teil der 1. Panzerdivision und gliederte sich grob in folgende Truppenteile:
- Stab/Stabskompanie Panzerbrigade 3, Nienburg
  -  Panzerjägerkompanie 30, Neustadt am Rübenberge
  -  Panzerpionierkompanie 30, Nienburg
  -  Nachschubkompanie 30, Nienburg
  -  Instandsetzungskompanie 30, Nienburg
  -  Panzerbataillon 31 (teilaktiv), Nienburg
  -  Panzergrenadierbataillon 32, Nienburg
  -  Panzerbataillon 33, Neustadt am Rübenberge
  -  Panzerbataillon 34, Nienburg
  -  Panzerartilleriebataillon 35, Neustadt am Rübenberge

### Heeresstruktur 5 bis zur Auflösung
Die Panzerbrigade 3 sollte ursprünglich in der Heeresstruktur 5 als nichtaktiver Großverband bestehen bleiben, und zwar wie folgt:
- PzGrenBtl 312 (Delmenhorst)
- PzGrenBtl 13 (Wesendorf)
- PzBtl 34 (Nienburg)
- PzBtl 333 (Celle-Scheuen)
- PzArtBtl 35 (Luttmersen)
- PzPiKp 30 (Nienburg)
- PzJgKp 30 (Luttmersen)
- StKp PzBrig 3 (Nienburg)

Das Panzergrenadierbataillon 32 und das Panzerbataillon 33 wechselten 1992 zur Panzerbrigade 21 in Augustdorf, Nachschubkompanie 30 und Instandsetzungskompanie 30 wurden aufgelöst, während die übrigen Verbände und Einheiten in nichtaktive Truppenteile umgegliedert wurden. Die Brigade wurde jedoch 1993 aufgelöst.

## Kommandeure
Die Kommandeure der Brigade waren (Dienstgrad bei Kommandoübnahme):
| Nr. | Name                                                     | Kommandeur von   | Kommandeur bis     |
| --- | -------------------------------------------------------- | ---------------- | ------------------ |
| 14  | Oberst Friedrich-Johann von Krusenstiern (Brigadeführer) | 1. Januar 1993   | Auflösung          |
| 13  | Oberst Hans Hübner                                       | 1. Oktober 1990  | 31. Dezember 1992  |
| 12  | Oberst Wilfried-Otto Scheffer                            | 1. Oktober 1987  | 30. September 1990 |
| 11  | Brigadegeneral Anton Steer                               | 1. April 1983    | 30. September 1987 |
| 10  | Oberst Baron Adalbert von der Recke                      | 1. April 1980    | 31. März 1983      |
| 9   | Brigadegeneral Klaus Nennecke                            | 1. April 1973    | 31. März 1980      |
| 8   | Oberst Erwin Hentschel                                   | 1. Januar 1973   | 31. März 1973      |
| 7   | Oberst Helmut Fischer                                    | 1. April 1972    | 31. Dezember 1972  |
| 6   | Oberst Kurt Heiligenstadt                                | 1. Oktober 1968  | 31. März 1972      |
| 5   | Brigadegeneral Hans-Jürg von Kalckreuth                  | 1. April 1967    | 30. September 1968 |
| 4   | Brigadegeneral Hans-Joachim von Hopffgarten              | 1. Oktober 1964  | 31. März 1967      |
| 3   | Oberst Karl-Reinhard von Schultzendorff                  | 1. Oktober 1962  | 30. September 1964 |
| 2   | Oberst Ernst Philipp                                     | 5. November 1959 | 30. September 1962 |
| 1   | Oberst Paul Scheerle                                     | 10. Juli 1957    | 4. November 1959   |

## Verbandsabzeichen

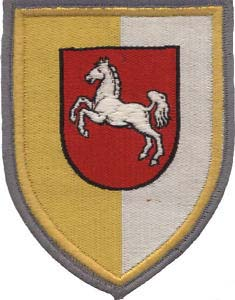
Gewebtes Verbandsabzeichen für den Dienstanzug

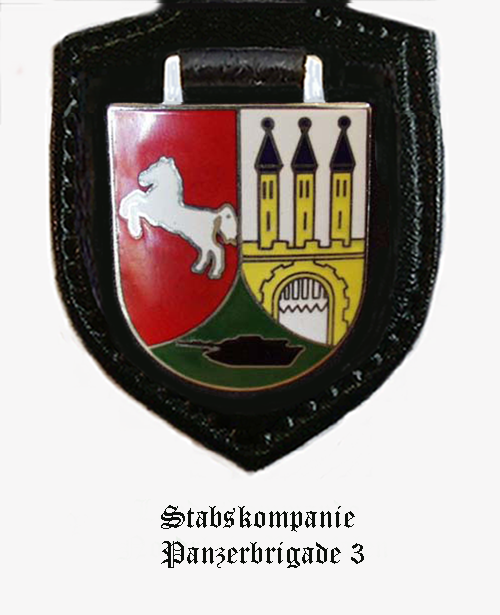
Internes Verbandsabzeichen des Stabes/Stabskompanie

Die Blasonierung des Verbandsabzeichens für den Dienstanzug der Angehörigen der Panzerbrigade 3 lautete:
 Gold bordiert, von gold und silber gespaltener gotischer Hauptschild, belegt mit einem silbernen, springenden Ross in rotem, spanischen Mittelschild.
Die Tingierung des Schildes entsprach den „welfischen“ Farben der Flaggen des Königreichs und der Provinz Hannover. Das aufgelegte Schild mit dem Sachsenross auf rotem Grund entspricht dem Wappen Niedersachsens. Die Verbandsabzeichen der Division und der unterstellten Brigaden waren bis auf die Borde identisch. In der Tradition der Preußischen Farbfolge erhielt das Verbandsabzeichen der Panzerbrigade 3 als „dritte“ Brigade der Division einen gelben Bord.
Da sich die Verbandsabzeichen der Brigaden der Division nur geringfügig unterschieden, wurde stattdessen gelegentlich auch das interne Verbandsabzeichen des Stabes bzw. der Stabskompanie pars pro toto als „Abzeichen“ der Brigade genutzt. Es zeigte erneut das Sachsenross auf rotem Grund, eine stilisierte Seitenansicht eines Leopard 1 oder 2 Kampfpanzers, sowie ein Stadttor ähnlich der Darstellung im Wappen der Stadt Nienburg/Weser.